# Matrículas automovilísticas de Suiza

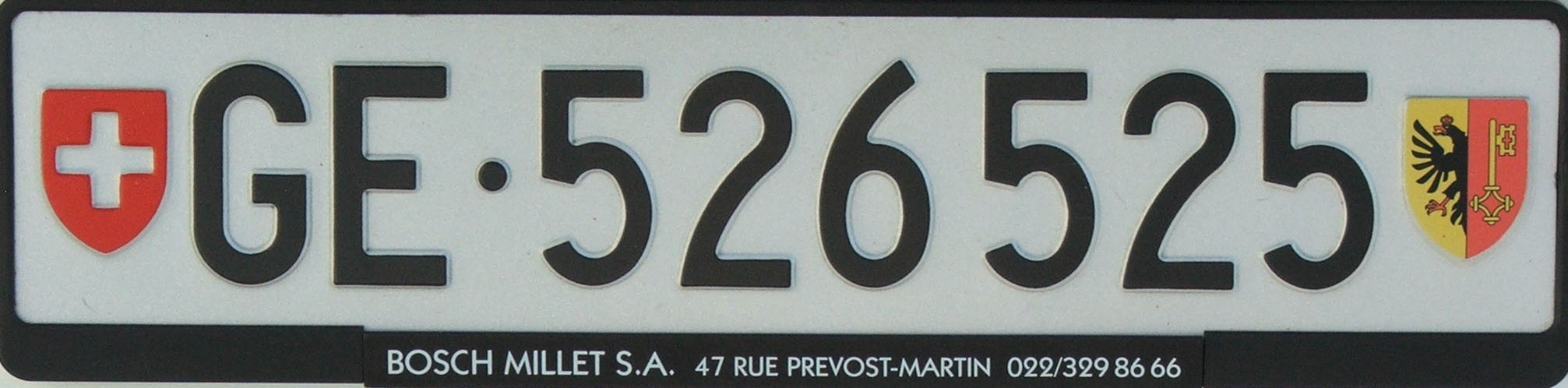
Ejemplo de matrícula trasera con el escudo nacional y el del cantón, aquí el de Ginebra.

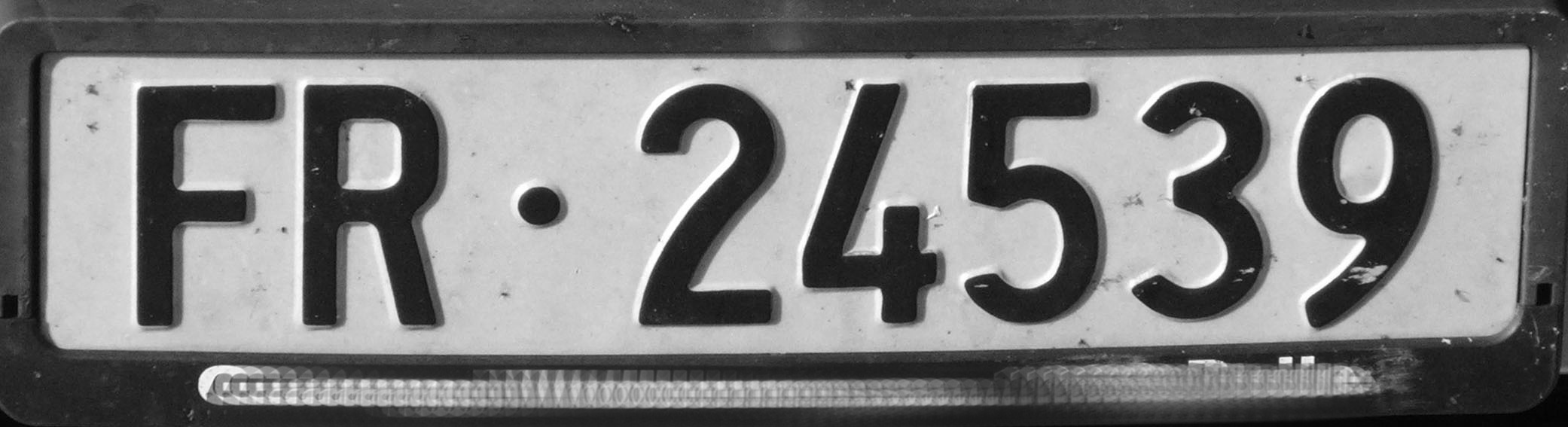
Placa delantera; FR para el cantón de Friburgo.

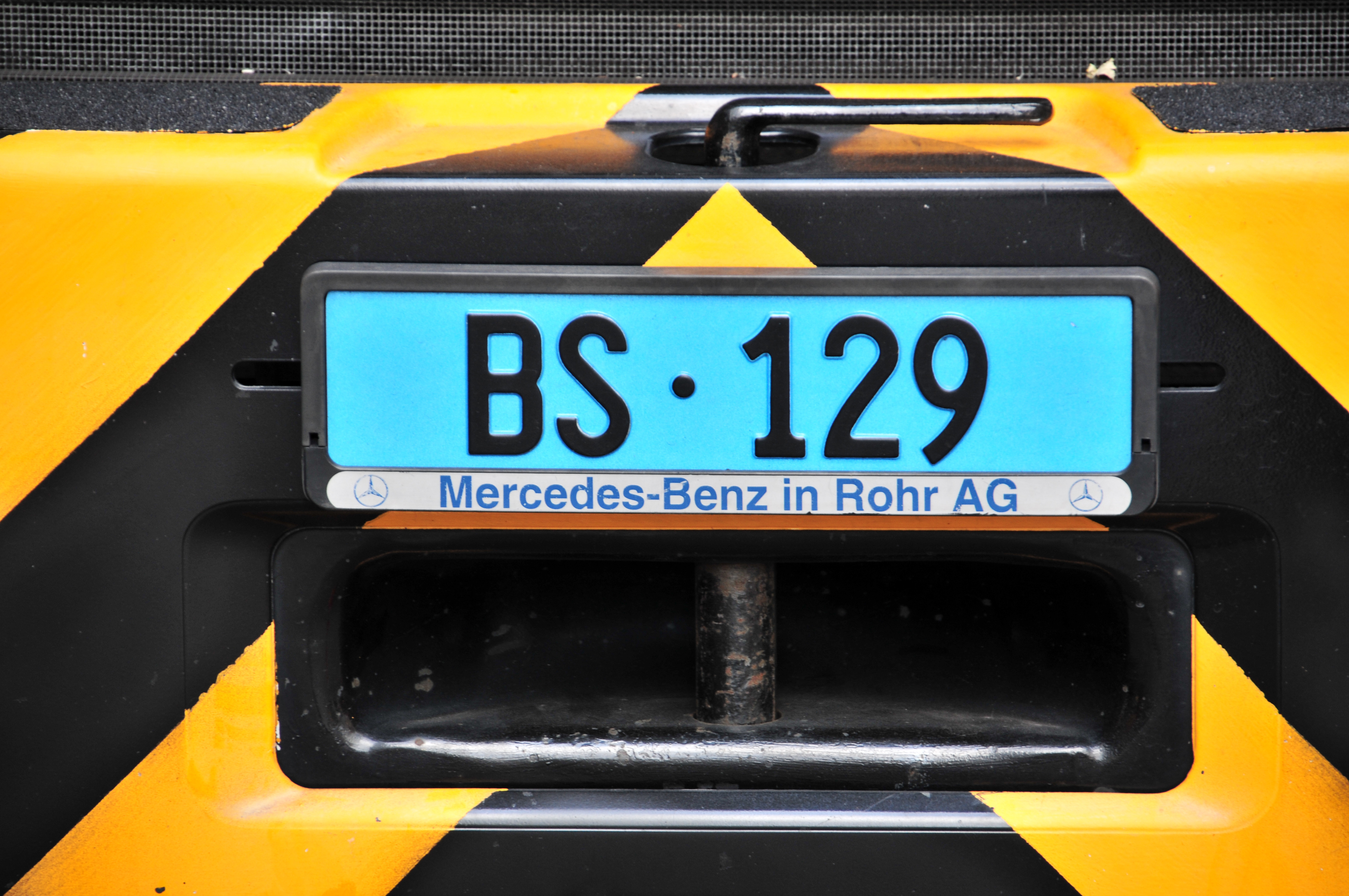
Matrícula de Basilea para un vehículo especial, p.ej. bomberos (fondo azul).

La placa consta de dos letras que indican el cantón y dígitos de color negro sobre fondo blanco. La placa de la parte posterior tiene en el lado izquierdo el escudo suizo y en el derecho el del cantón. Los números bajos suelen corresponder a los vehículos de servicio público. 
la placa delantera es más pequeña que la trasera, y tiene el mismo número que en la trasera, solo que carece de escudos.

## Placas
Las placas son propiedad del gobierno y pueden utilizarse en dos vehículos como máximo del mismo propietario, de modo que se colocan en un sistema desmontable. Lógicamente, solo puede circular a la vez uno de los vehículos, pero a cambio, no es necesario más que un seguro. La matrícula se asigna al propietario del vehículo, el cual la conserva mientras no se mude a otro cantón. Por tanto, al cambiar de vehículo se conservan las placas del anterior y las matrículas también se pueden transferir entre miembros de la misma familia.

## Números bajos
Se considera elegante tener un número bajo, y la administración de tráfico de algunos cantones los subasta por mucho dinero[cita requerida]. La matrícula 'ZH 1000' se vendió por más de 80.000 euros.
Por ejemplo, los números más bajos de GE (Ginebra) pertenecen a una compañía local de taxis.

## Cantones
Las siglas de los cantones son:
| AG • | XXXXX | Argovia                    |
| AR • | XXXXX | Appenzell Rodas Exteriores |
| AI • | XXXXX | Appenzell Rodas Interiores |
| BL • | XXXXX | Basilea-Campiña            |
| BS • | XXXXX | Basilea-Ciudad             |
| BE • | XXXXX | Berna                      |
| FR • | XXXXX | Friburgo                   |
| GE • | XXXXX | Ginebra                    |
| GL • | XXXXX | Glaris                     |
| GR • | XXXXX | Grisones                   |
| JU • | XXXXX | Jura                       |
| LU • | XXXXX | Lucerna                    |
| NE • | XXXXX | Neuchâtel                  |
| NW • | XXXXX | Nidwalden                  |
| OW • | XXXXX | Obwalden                   |
| SH • | XXXXX | Schaffhausen               |
| SZ • | XXXXX | Schwyz                     |
| SO • | XXXXX | Soleura                    |
| SG • | XXXXX | San Galo                   |
| TI • | XXXXX | Tesino                     |
| TG • | XXXXX | Turgovia                   |
| UR • | XXXXX | Uri                        |
| VD • | XXXXX | Vaud                       |
| VS • | XXXXX | Valais                     |
| ZG • | XXXXX | Zug                        |
| ZH • | XXXXX | Zúrich                     |

La sigla internacional de Suiza es CH (Confederación Helvética).

## Placas temporales
Las placas suizas temporales son iguales que las normales, solo que tienen una banda a la derecha con la fecha de expiración.

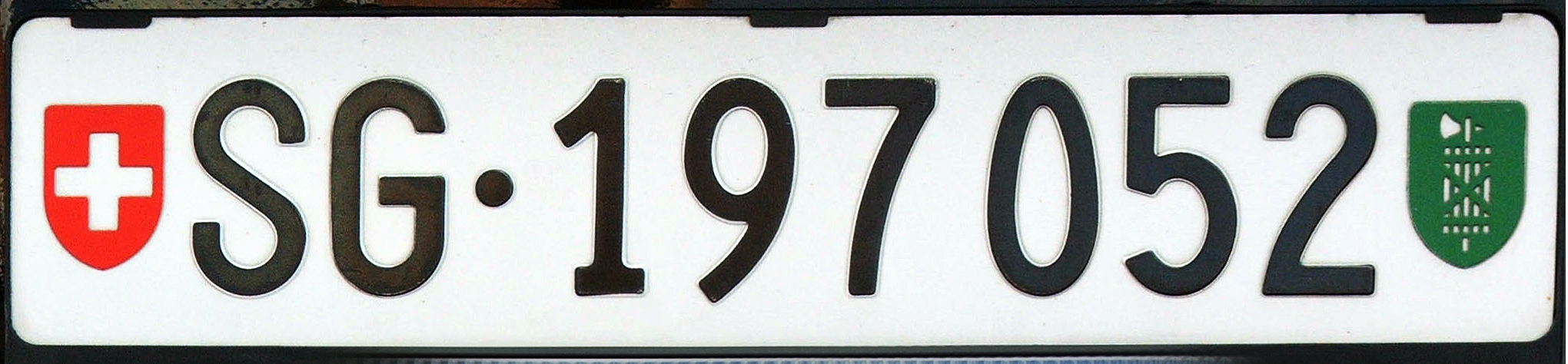
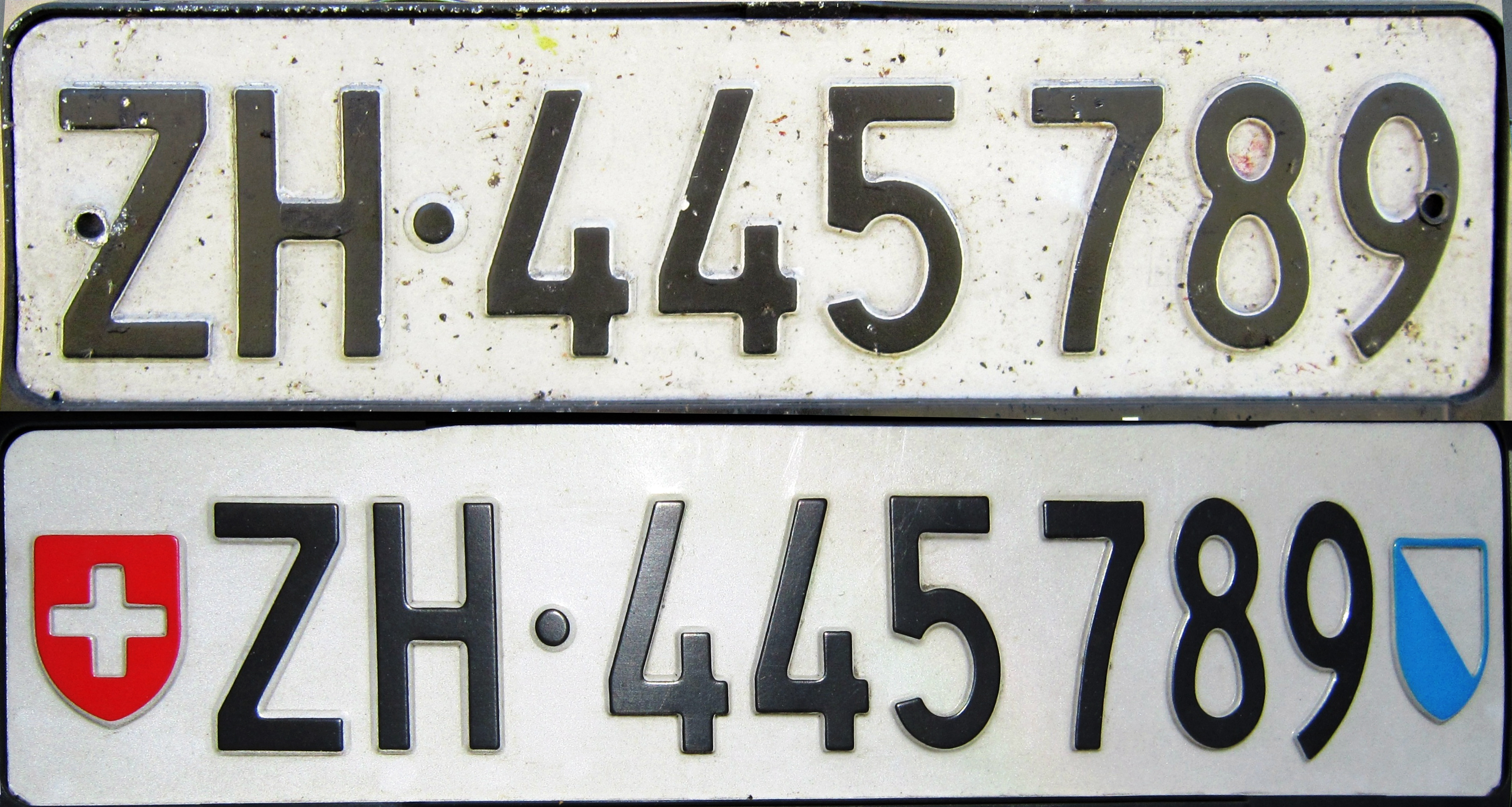
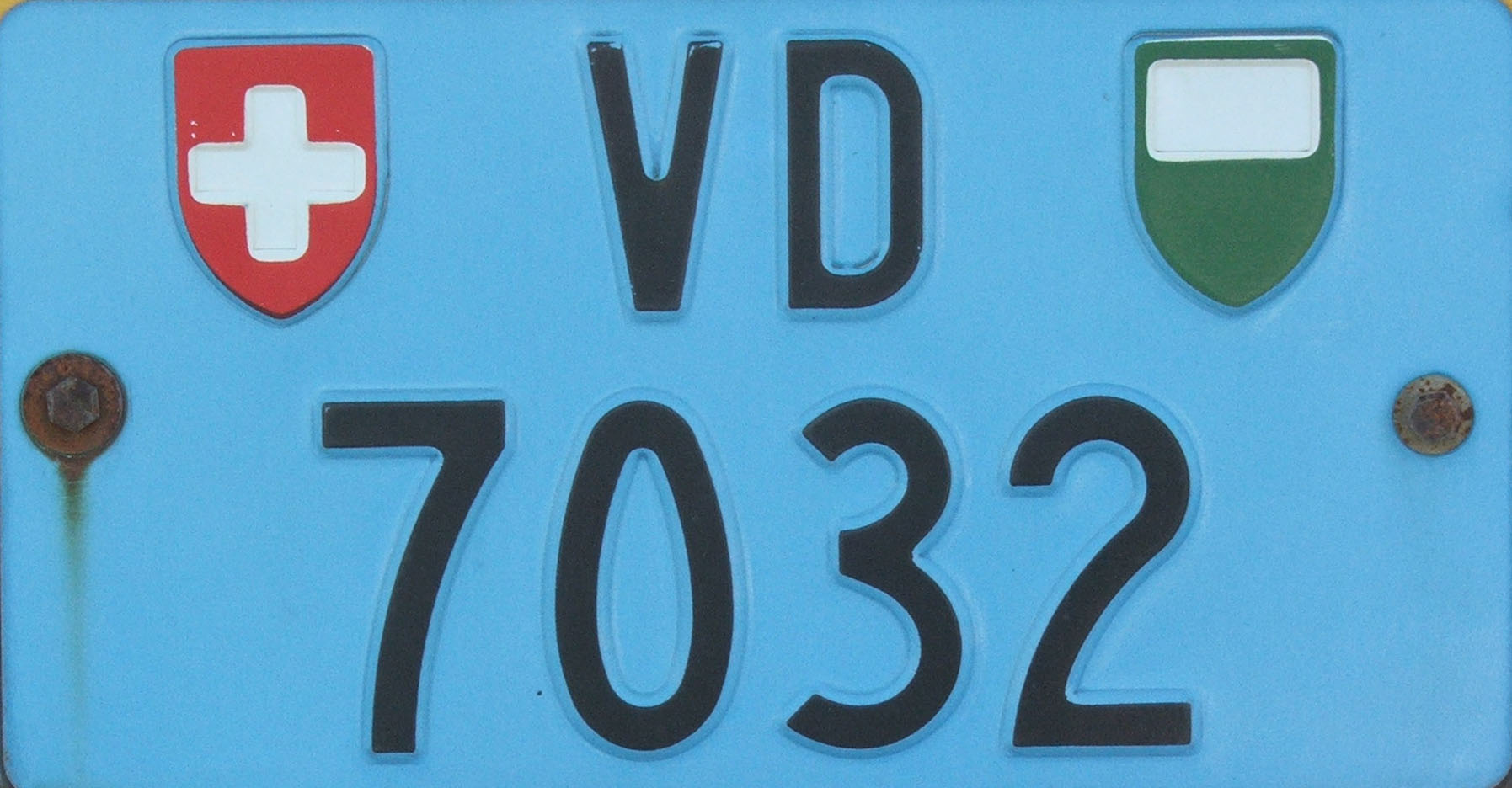
Vehículo laboral
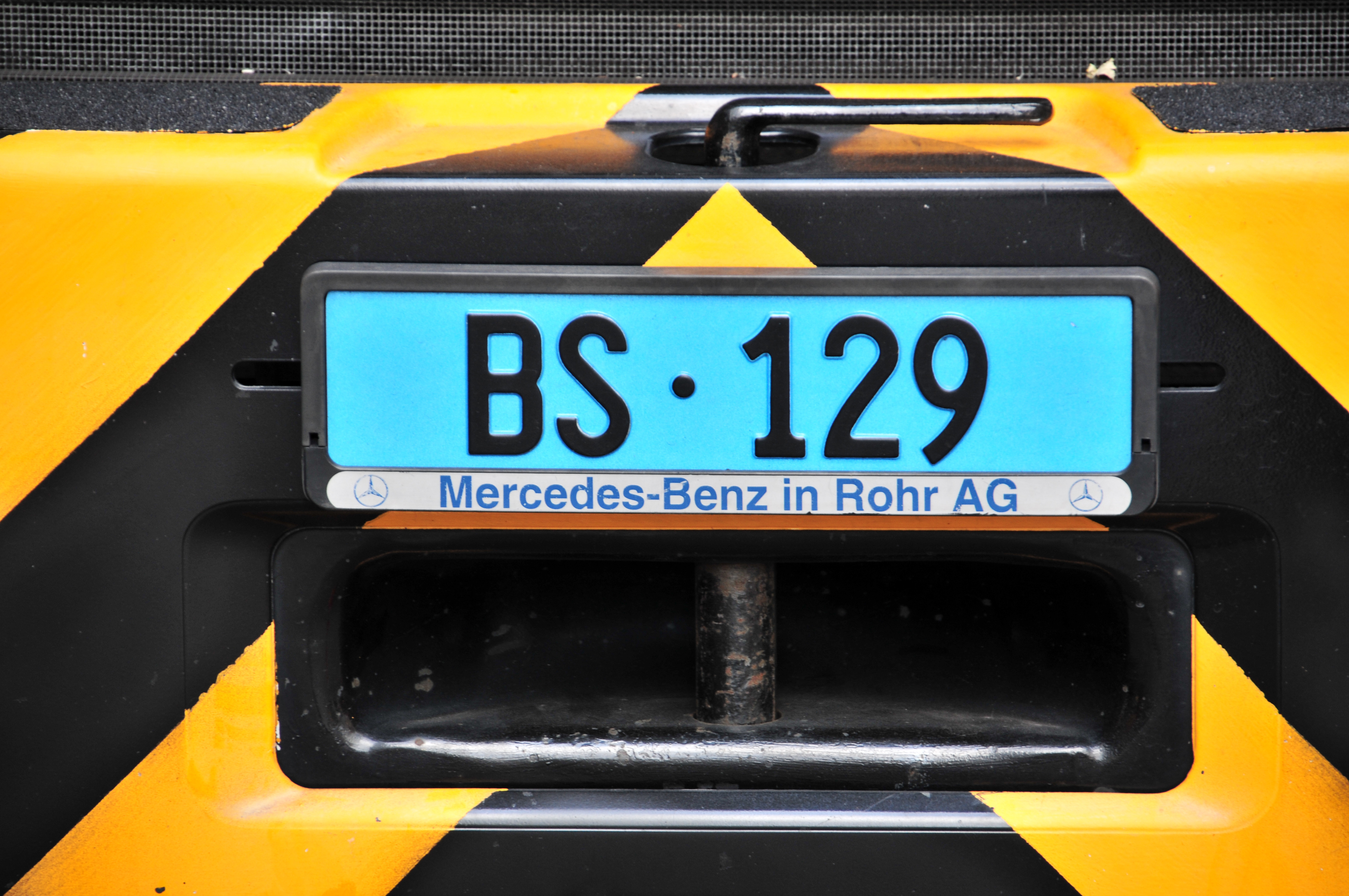
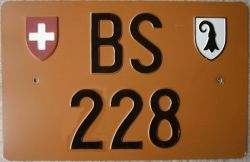
Vehículo excepcional
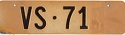
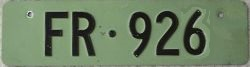
Vehículo agrícola
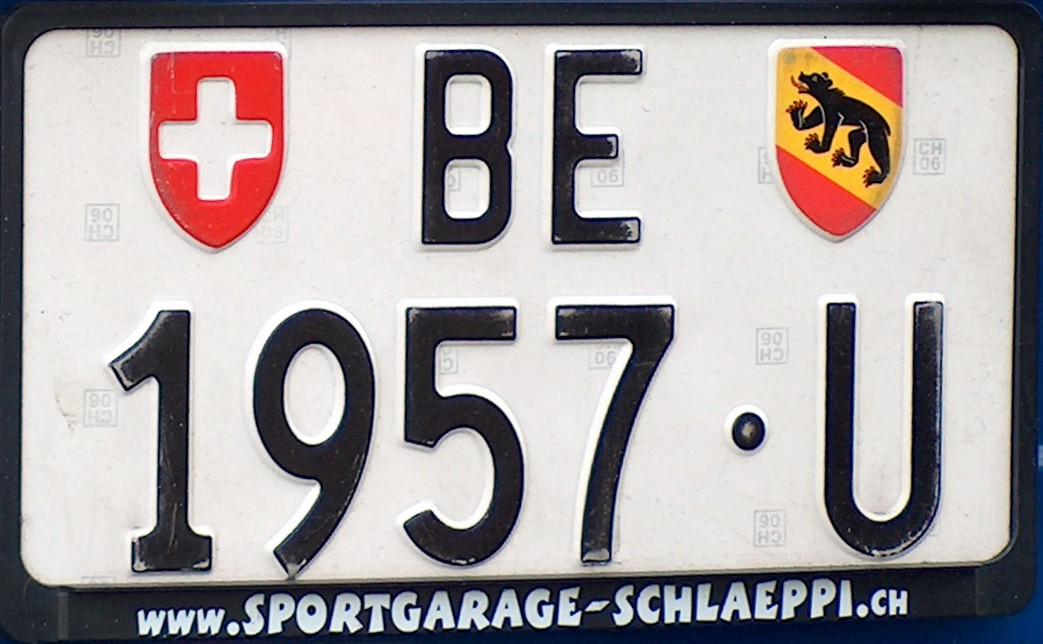
Placa multiuso para garajes.
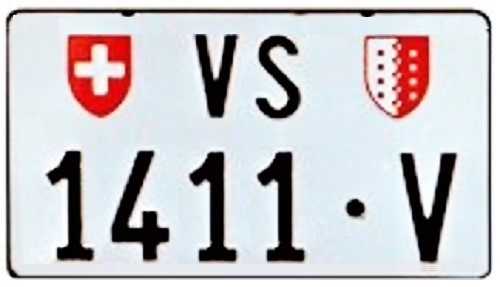
Vehículo de alquiler
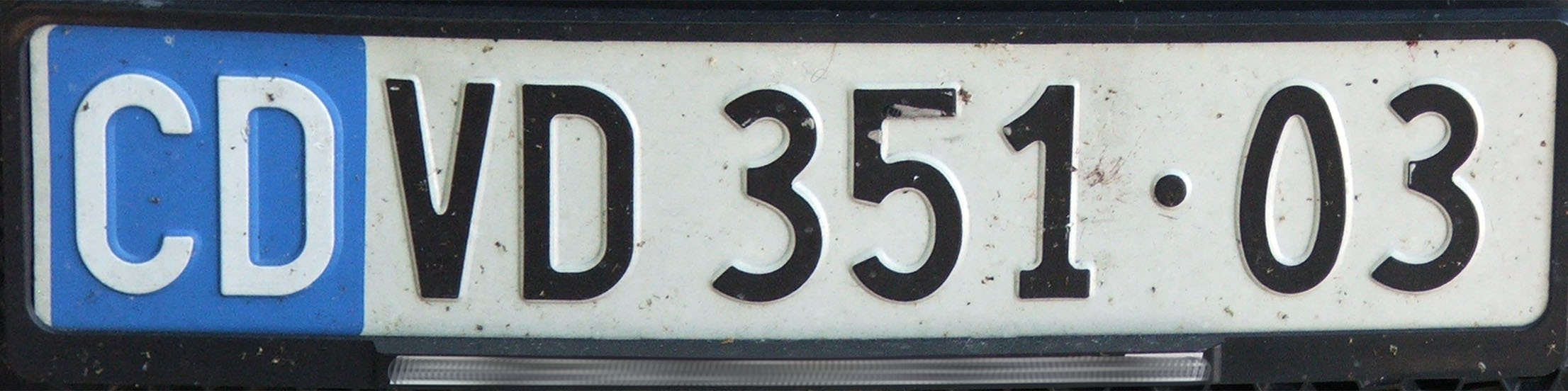
Vehículo del Cuerpo Diplomático
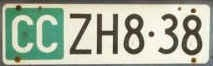
Vehículo del Cuerpo Consular
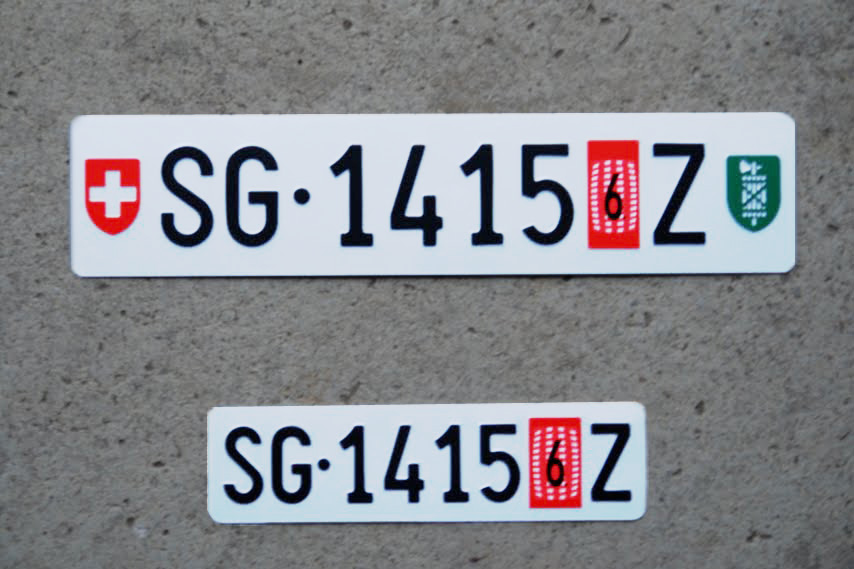
Placa temporal (de aduanas)
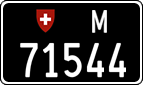
Vehículo militar (detrás)
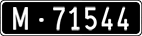
Vehículo militar (delante)
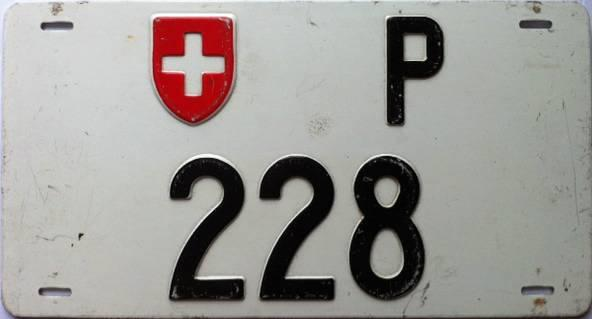
Vehículo de Correos (detrás)
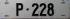
Vehículo de Correos (delante)
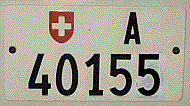
Vehículo de servicios federales
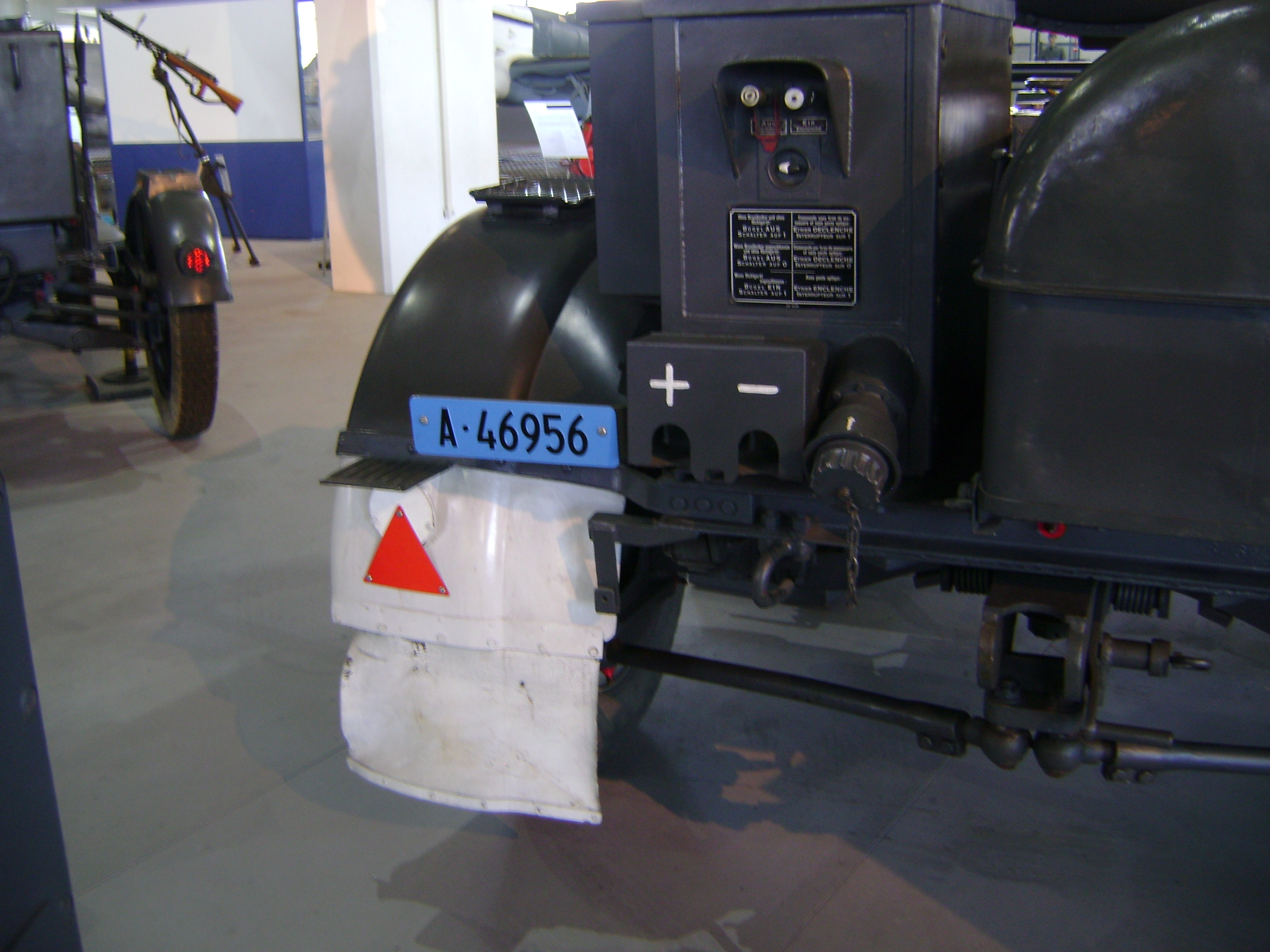
Antigua placa de servicios federales